# Пірникоза домініканська
Пірникоза домініканська (Tachybaptus dominicus) — вид водних птахів родини пірникозових (Podicipedidae).

## Поширення
Вид поширений в Центральній та Південній Америці від Техасу та Багам до Уругваю. Трапляється в найрізноманітніших середовищах водно-болотних угіддях, включаючи прісноводні ставки, озера та болота, річки зповільною течією, придорожних канавах та мангрових болотах.

## Опис
Невелика пірникоза. Тіло завдовжки 21-27 см. Вага 112—180 г. Верхня частина тіла сіро-коричнева. Груди коричневі, черево світло-сіре.